# Acherontides
Genre
Acherontides est un genre de Collemboles de la famille des Hypogastruridae.

## Liste des espèces
Selon Checklist of the Collembola of the World (version du 6 novembre 2019) :
- Acherontides atoyacensis Bonet, 1945
- Acherontides bullocki Palacios-Vargas & Gómez-Anaya, 1996
- Acherontides eleonorae Palacios-Vargas & Gnaspini-Netto, 1992
- Acherontides huetheri Deharveng & Diaz, 1984
- Acherontides juxtlahuacaensis Palacios-Vargas & Gómez-Anaya, 1996
- Acherontides pappogeomysae Palacios-Vargas & Gómez-Anaya, 1996
- Acherontides peruensis Hüther, 1975
- Acherontides potosinus Bonet, 1946
- Acherontides spinus (Christiansen & Reddell, 1986)
- Acherontides tanasachiae (Gruia, 1969)

## Publication originale
- Bonet, 1945 : Nuevos generos y especies de Hipogastruridos de Mexico (Collembola). Revista de la Sociedad Mexicana de Historia Natural, vol. 6, p. 13-45.